# 神戸誠治
神戸 誠治（かんべ せいじ、1964年10月7日 - ）は、日本の俳優。大阪府出身。身長183cm、体重72kg。エビス大黒舎所属。

## 出演作品

### テレビドラマ
- 火曜ミステリー劇場『西村京太郎トラベルミステリー 十津川警部の対決』（1991年3月26日、テレビ朝日）
- 笑う女優 『青い鳥』（2010年1月1日、日本テレビ）
- 相棒 Season 12　第10話 『ボマー〜狙撃容疑者特命係・甲斐享を射殺せよ!』（2014年1月1日、テレビ朝日） - 長峰真役
- 女はそれを許さない　第6話（2014年11月25日、TBS） - 検察官役
- ユニバーサル広告社 〜あなたの人生、売り込みます！〜　第1話（2017年10月20日、テレビ東京）

### バラエティ
- beポンキッキーズ『ロンゴマックス』（BSフジ） - 真の死皇帝の声[3]

### 映画
- ザ・ゲスイドウズ（2025年、宇賀那健一監督）[4]

### Vシネマ
- くノ一忍法伝 妖獣雷光 女陰薄愛抄（2002年）[5]
- 日本統一（2014年、山本芳久監督）
  - 日本統一4 - 刑務官 役
  - 日本統一8 - 糸中建設 専務 佐藤 役
- 闇の帝王
- 首領の道10〜13（2014年、辻裕之監督）山崎太役、伊勢刑事 役
- 監禁潜入捜査官（2018年） - 医療グループ「黒川会」理事長 黒川隆雄

### 舞台
- ジロさんの憂鬱（2003年11月11日-11月18日、新転位・21公演)[6]
- 砂の女（2005年6月10日-6月19日、新転位・21公演）[7]
- 黙る女（2005年11月25日-12月5日、新転位・21公演）[8]
- スミカ（2007年5月29日-6月3日、劇団かやくごはん公演）[9]
- おんわたし（2007年7月20日-7月29日、SPIRAL MOON）[10]
- 僕と僕（2007年11月23日-11月25日・theatre iwato/11月28日-12月3日・中野光座、新転位・21公演）[11]
- ぶつける。（2008年2月26日-3月2日、劇団かやくごはん）[12]
- 春を待つ（2008年4月3日-4月6日、味わい堂々公演）
- SOLITUDE（2008年11月29日-12月7日、SPIRAL MOON公演）[13]
- 笑う女。笑われる男9（2009年2月10日-2月15日、BIG FACE公演）[14]
- 烈〜双頭の幻〜（2009年4月15日-4月19日、プロペラサーカス公演）[15]
- 『LUXOR』『読後感』（2009年6月17日-6月21日、SPIRAL MOON公演）[16]
- ラフカット2009『父を叩く』（2009年11月4日-11月8日、プラチナ・ペーパーズ公演）
- ネコロジカル・ショートカット・ネコロジカル（2009年12月2日-12月7日。猫の会公演）[17]
- 笑う女。笑われる男「あなたの声に背中を押され」FINAL（2010年2月24日-3月3日、BIG FACE公演）
- まなこのおくのちいさなおんな（2010年10月8日-10月11日、しずくまち♭公演）
- 23分後（2011年1月15日-1月23日、InnocentSphere公演）
- 一夜限一人語・其之参　(2011年2月15日-2月17日、伊沢弘プロデュース公演)
- nine minutes（2011年6月、劇団ソコソコ公演）
- なぞり虫しりきれ蜻蛉（2011年9月2日-9月6日、しずくまち♭公演）
- S町の物語（2012年5月10日-5月13日・スタジオAR/5月17日-5月20日・シアターX、劇団レクラム舎公演）
- プロローグは汽車の中（2012年9月15日-9月16日・2012年9月20日-9月21日、劇団レクラム舎公演）[18][19][20]
- ディス・ワンダーランド（2013年4月6日-4月13日、Grick×InnocentSphere×JP)[21]
- マクベス（2014年4月23日-4月24日、タイプスプロデュース第59回 15周年記念公演第2弾）[22]
- あ・ら・かると（2014年8月6日-8月10日、演劇実験ユニットおででこVOL.6)[23]
- 帽子屋さんのお茶の会（2015年5月20日-5月29日、ラヴィニア公演）[24]
- 帽子屋さんのお茶の会（2016年5月25日-5月29日、ラヴィニア公演）[25]
- 死刑台の上のイヴと電気箱の偶然の出会い（2016年12月22日-12月26日、Ne`yanka公演）[26]

### CM
- 宝くじ ドリームジャンボ「ジャンボリオン」篇
- 宝くじ オータムジャンボ「ジャンボリオングッズ」篇
- 宝くじ グリーンジャンボ「グリーンジャンボリオン」篇
- スクウェア・エニックス ドラゴンクエストヒーローズII「山田は呪文をとなえた」篇